# Circonscription de Leucade
La circonscription de Leucade (en grec Εκλογική περιφέρεια Λευκάδας) est une circonscription législative de la Grèce. Elle correspond au territoire du nome de Leucade. Elle compte 29 176 électeurs inscrits en janvier 2015.

Situation de la circonscription de Leucade

## Élections législatives de mai 2012

### Résultats
La circonscription de Leucade élit un seul député en mai 2012. Les élections ont lieu au scrutin proportionnel plurinominal avec prime majoritaire et un seuil de représentation de 3 % des suffrages exprimés au niveau national.
16 660 électeurs se sont exprimés sur 29 996 inscrits, soit un taux de participation de 55,54 %. Vingt-trois listes étaient candidates dans la circonscription.
| Rang | Liste                              | Nombre de voix | Pourcentage des voix | Nombre de sièges |
| ---- | ---------------------------------- | -------------- | -------------------- | ---------------- |
| 1    | Nouvelle Démocratie                | +4 103,        | 25,25 %              | 1                |
| 2    | SYRIZA                             | +2 604,        | 16,03 %              | 0                |
| 3    | Mouvement socialiste panhellénique | +2 273,        | 13,99 %              | 0                |
| 4    | Parti communiste de Grèce          | +2 146,        | 13,21 %              | 0                |
| 5    | Grecs indépendants                 | +1 101,        | 6,78 %               | 0                |
| 6    | Aube dorée                         | +0902,         | 5,55 %               | 0                |
| 7    | Gauche démocrate                   | +0707,         | 4,35 %               | 0                |

### Députés

#### Nouvelle Démocratie
La liste de la Nouvelle Démocratie est en tête et remporte l'unique siège de la circonscription.
| Rang | Nom                | Nombre de voix |
| ---- | ------------------ | -------------- |
| 1    | Théodoros Soldatos | +1 821,        |

## Élections législatives de juin 2012

### Résultats
La circonscription de Leucade élit un seul député en juin 2012. Les élections ont lieu au scrutin proportionnel plurinominal avec prime majoritaire et un seuil de représentation de 3 % des suffrages exprimés au niveau national.
15 803 électeurs se sont exprimés sur 29 917 inscrits, soit un taux de participation de 52,82 %. Seize listes étaient candidates dans la circonscription.
| Rang | Liste                              | Nombre de voix | Pourcentage des voix | Nombre de sièges |
| ---- | ---------------------------------- | -------------- | -------------------- | ---------------- |
| 1    | Nouvelle Démocratie                | +4 866,        | 31,17 %              | 1                |
| 2    | SYRIZA                             | +4 187,        | 26,82 %              | 0                |
| 3    | Mouvement socialiste panhellénique | +1 838,        | 11,77 %              | 0                |
| 4    | Parti communiste de Grèce          | +1 334,        | 8,55 %               | 0                |
| 5    | Aube dorée                         | +0950,         | 6,09 %               | 0                |
| 6    | Gauche démocrate                   | +0835,         | 5,35 %               | 0                |
| 7    | Grecs indépendants                 | +0712,         | 4,56 %               | 0                |

### Députés

#### Nouvelle Démocratie
La liste de la Nouvelle Démocratie est en tête et remporte l'unique siège de la circonscription.
| Rang | Nom                |
| ---- | ------------------ |
| 1    | Théodoros Soldatos |

## Élections législatives de janvier 2015

### Résultats
La circonscription de Leucade élit un seul député en janvier 2015. Les élections ont lieu au scrutin proportionnel plurinominal avec prime majoritaire et un seuil de représentation de 3 % des suffrages exprimés au niveau national.
15 578 électeurs se sont exprimés sur 29 176 inscrits, soit un taux de participation de 53,39 %. Quinze listes étaient candidates dans la circonscription.
| Rang | Liste                              | Nombre de voix | Pourcentage des voix | Nombre de sièges |
| ---- | ---------------------------------- | -------------- | -------------------- | ---------------- |
| 1    | SYRIZA                             | +5 444,        | 36,00 %              | 1                |
| 2    | Nouvelle Démocratie                | +4 369,        | 28,89 %              | 0                |
| 3    | Parti communiste de Grèce          | +1 443,        | 9,54 %               | 0                |
| 4    | Mouvement socialiste panhellénique | +0755,         | 4,99 %               | 0                |
| 5    | Aube dorée                         | +0708,         | 4,68 %               | 0                |
| 6    | La Rivière                         | +0668,         | 4,42 %               | 0                |
| 7    | Grecs indépendants                 | +0540,         | 3,57 %               | 0                |

### Députés
La répartition des sièges au sein de chaque liste élue dépend du nombre de voix obtenues individuellement par chaque candidat, suivant le système du vote préférentiel. Dans la circonscription de Leucade, les listes peuvent comporter jusqu'à trois candidats. Les électeurs peuvent exprimer un vote préférentiel pour l'un des candidats sur la liste pour laquelle ils votent.

#### SYRIZA
La liste de la SYRIZA est en tête et remporte l'unique siège de la circonscription.
| Rang | Nom              | Nombre de voix |
| ---- | ---------------- | -------------- |
| 1    | Stavros Grigoris | +2 250,        |